# Municipio de Blackwater (condado de Cooper)
El municipio de Blackwater (en inglés: Blackwater Township) es un municipio ubicado en el condado de Cooper en el estado estadounidense de Misuri. En el año 2010 tenía una población de 387 habitantes y una densidad poblacional de 5,9 personas por km².

## Geografía
El municipio de Blackwater se encuentra ubicado en las coordenadas 38°56′35″N 93°0′21″O / 38.94306, -93.00583. Según la Oficina del Censo de los Estados Unidos, el municipio tiene una superficie total de 65.63 km², de la cual 64,97 km² corresponden a tierra firme y (1 %) 0.66 km² es agua.

## Demografía
Según el censo de 2010, había 387 personas residiendo en el municipio de Blackwater. La densidad de población era de 5,9 hab./km². De los 387 habitantes, el municipio de Blackwater estaba compuesto por el 97,67 % blancos, el 1,03 % eran afroamericanos, el 0,26 % eran amerindios y el 1,03 % eran de una mezcla de razas. Del total de la población el 1,03 % eran hispanos o latinos de cualquier raza.